# James Jamerson
James Jamerson (29 janvier 1936 - 2 août 1983) est un musicien américain, bassiste non crédité de la plupart des hits de Motown, son label dans les années 1960 et début 1970, au sein des Funk Brothers.  Il est reconnu comme un des plus influents bassistes dans l'histoire de la musique moderne. Il a été introduit au Rock and Roll Hall of Fame en 2000.

## Biographie
Né à Edisto Island, près de Charleston (Caroline du Sud), Jamerson déménage avec sa mère à Détroit (Michigan) en 1954. Il apprend la contrebasse au lycée de Northwestern, et commence rapidement à jouer dans les clubs de blues et de jazz aux alentours de Détroit.

### Les années Motown
Jamerson continue à jouer dans les clubs après son diplôme, et sa réputation croissante commence à lui donner des opportunités pour quelques sessions d'enregistrement dans des studios locaux. À partir de 1959 il trouve un travail stable au studio Hitsville USA de Berry Gordy, le repaire du label Motown. Il y devient un membre du noyau principal de musiciens du studio qui s'appelle The Funk Brothers. Ce petit groupe fermé de musiciens effectue la grande majorité des enregistrements pour Motown dans les années 1960. Les premières sessions de Jamerson sont effectuées sur contrebasse, mais il se met rapidement à jouer de la basse électrique.
Comme lui, la plupart des autres Funk Brothers sont des musiciens jazz qui ont été recrutés par Gordy. Pendant plusieurs années, ils maintiennent un planning typique : enregistrement en journée dans le Studio A, une petite cave de Motown surnommée « The Snakepit », puis concert la nuit dans les clubs de jazz. Ils font occasionnellement des tournées américaines avec les artistes de Motown. Néanmoins, pendant la majorité de leur carrière, les Funk Brothers ne sont pas crédités sur les singles et albums Motown, et ils touchent beaucoup moins d'argent que les artistes ou le label. Finalement, Jamerson est mis sous contrat par Motown, pour 1 000 dollars par semaine, ce qui lui permet de vivre, lui et sa famille, dans un certain confort.
La discographie de Jamerson sur Motown comporte des centaines de hits, parmi lesquels Shotgun de Jr. Walker & the All Stars, For Once in My Life de Stevie Wonder, Going to a Go-Go de The Miracles, My Girl de The Temptations, Dancing in the Street de Martha and the Vandellas, I Heard It Through the Grapevine et la plupart de l'album What's Going On de Marvin Gaye, Reach Out I'll Be There de The Four Tops, et You Can't Hurry Love de The Supremes. Il est dit qu'il a joué 95 % des enregistrements de Motown entre 1962 et 1968. Finalement, il joue sur près de 30 hits classés n° 1, surpassant le record des Beatles. Concernant le classement uniquement R&B, près de 70 de ses titres atteignent le top.
Jamerson est aussi connu pour avoir étendu et popularisé le rôle de la basse dans la musique, qui consistait généralement aux fondamentales et aux quintes jouées répétitivement. Au contraire, les lignes de basse de Jamerson sont mélodiques, plus syncopées et plus improvisées qu'avant. Son jeu est considéré comme partie intégrante du « son Motown ». Les bassistes, de Jaco Pastorius à John Paul Jones de Led Zeppelin, en passant par Billy Sheehan à Paul McCartney, se sont réclamés de l'influence de James Jamerson. Paul McCartney a déclaré en 2013 que Jamerson avait été sa plus grande influence dans son jeu de basse.

### Carrière après Motown
Juste après que Motown a déplacé son quartier général à Los Angeles en 1972, Jamerson déménage aussi et trouve du travail en studio occasionnellement, mais sa relation avec Motown se termine officiellement en 1973. Il continue à réaliser des hits pendant les années 1970, comme Show and Tell (Al Wilson), Rock the Boat (The Hues Corporation), Boogie Fever (The Sylvers), et You Don't Have To Be A Star (To Be In My Show) (Marilyn McCoo et Billy Davis Jr).
Souffrant depuis longtemps d'alcoolisme, Jamerson meurt des complications d'une cirrhose, d'une déficience cardiaque et d'une pneumonie, le 2 août 1983, à Los Angeles, à l'âge de 47 ans. Il laisse une femme et trois fils.

## Célébrité
Comme les autres Funk Brothers, James Jamerson n'a pas atteint le sommet de sa célébrité de son vivant. En fait, ce n'est qu'en 1971 que son nom est pour la première fois affiché sur une production de Motown, où il est présenté en tant que « l'incomparable James Jamerson » sur la pochette de What's Going On de Marvin Gaye.
Jamerson fait le sujet d'un livre de 1989 de Allan Slutsky intitulé Standing in the Shadows of Motown. Le livre inclut une biographie de Jamerson, une dizaine de partitions de ses lignes de basses et deux CD sur lequel d'autres bassistes professionnels, comme John Entwistle, Will Lee, Chuck Rainey et Geddy Lee, parlent de Jamerson et jouent quelques lignes. L'histoire de Jamerson est aussi abordée dans le documentaire Standing In The Shadows Of Motown, devenu en français Motown : la véritable histoire.
En 2004, les Funk Brothers reçoivent un Grammy Award (Grammy Lifetime Achievement Award).

## Équipement
La contrebasse de James Jamerson était une contrebasse allemande qu'il avait achetée étant adolescent. Il l'a utilisée plus tard sur plusieurs titres.
La basse électrique sur laquelle il joua pendant la plupart de sa carrière était une Fender Precision Bass d'origine de 1962 surnommée « The funk machine ». Jamerson l'acheta après que sa première Precision Bass, un cadeau de son ami bassiste Horace "Chili" Ruth, fut volée. Elle avait une peinture Sunburst à trois tons, un cache-micro typique des modèles « Precision » et des micros chromés. Il avait toujours les potentiomètres de volume et de tonalité à fond. Cet instrument fut aussi volé quelques jours avant sa mort en 1983. Elle n'a toujours pas été retrouvée.
James Jamerson utilisait des cordes filées plat à fort tirant (.052–.110) qu'il n'a presque jamais changées. Il réglait l'action (hauteur des cordes) assez éloignée du manche, pour se rapprocher du toucher de sa contrebasse. Bien que plus difficile à jouer, Jamerson trouvait que cela améliorait la qualité du son. Occasionnellement, il insérait de la mousse sous le chevalet pour restreindre le sustain (résonance) des cordes.  Au début des années 1970, un producteur essaya de moderniser le son de Jamerson en lui demandant d'utiliser des cordes filées rond, pour avoir un son plus clair. Jamerson refusa poliment.
Un des aspects de son jeu de basse électrique est qu'il y transposait la technique de contrebasse en ne jouant principalement qu'avec le côté de la première phalange de son index pour pincer les cordes, ceci avec une exceptionnelle mobilité. D'où son surnom : « The Hook » (Le crochet).
L'ampli qu'il préférait pour les concerts en club était un Ampeg B-15 ; pour les représentations plus importantes, il utilisait un Kustom  en skaï bleu avec deux haut-parleurs de 15 pouces. Sur les deux, la plage de fréquences basses était montée à fond, et les aiguës à moitié. Sur la plupart de ses enregistrements, sa basse était branchée directement sur la console de mixage.

## Sources bibliographiques
- Harold Keith Talor, The Motown Music Machine. Jadmeg Music Publishing, 2004
- Allan Slutsky, 'Standing in the Shadows of Motown. Hal Leonard Corporation, 1989
- Andr, Motown Bass Classics. Hal Leonard Corporation, 1998
- Gerald Posner, Motown : Music, Money, Sex, and Power. Random House, 2005
- Dave Rubin, Motown Bass (Bass Signature Licks). Hal Leonard Corporation, 2000